# Lata Gouveia

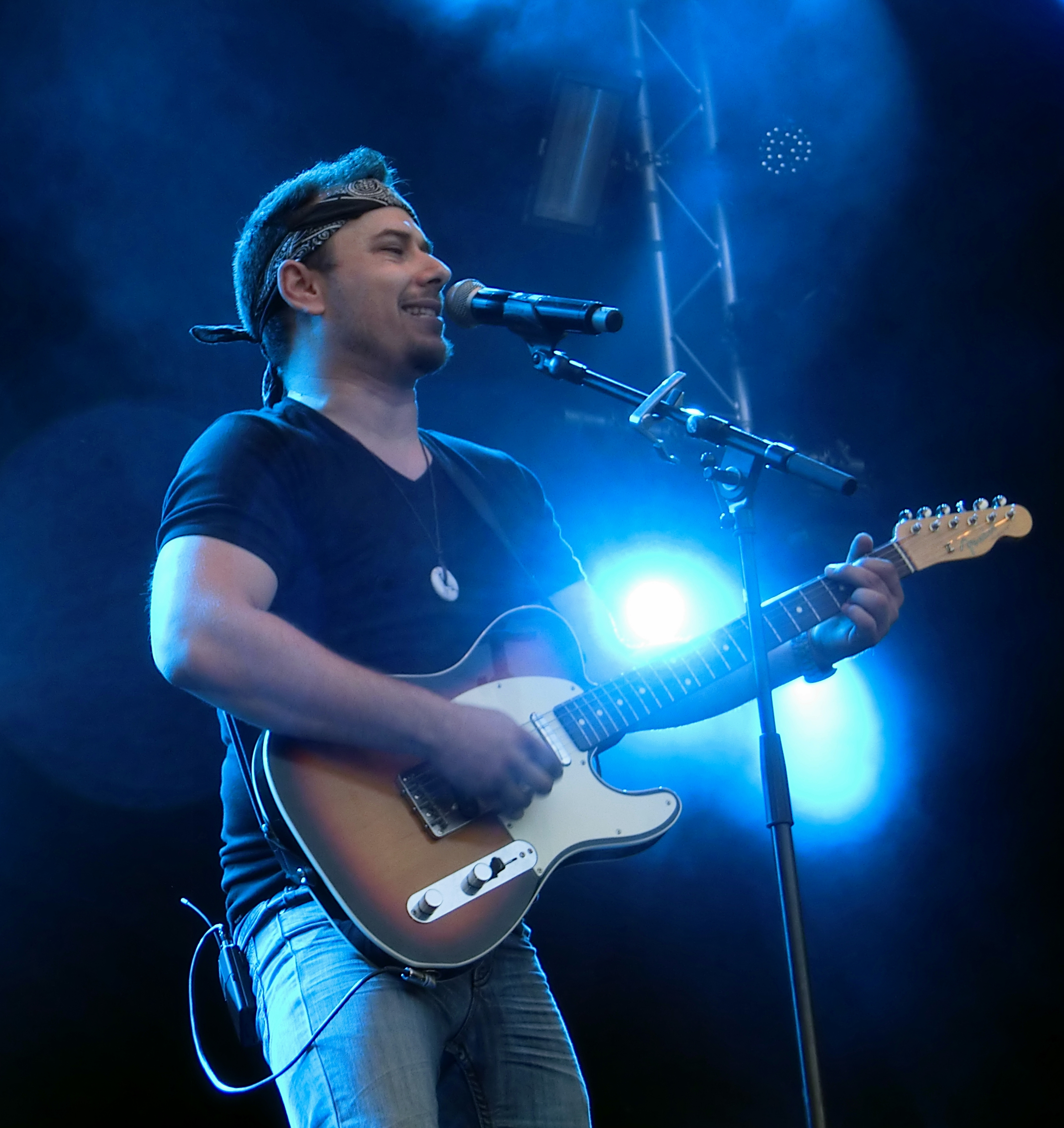
Lata Gouveia, 2013

Hugo Daniel Garcia Gouveia, bekannt unter dem Künstlernamen Lata Gouveia (* 19. Februar 1975 in Lissabon) ist ein portugiesischer Singer-Songwriter und Gitarrist der Stilrichtung Red Dirt.

## Leben
Er wuchs in Luxemburg auf, wo sein Vater für die Europäische Union arbeitete. Im Alter von 17 Jahren ging er nach London, spielte Musik in Pubs und war Mitglied verschiedener Bands. Von 1993 bis 1999 studierte er zunächst Wirtschaftswissenschaften an der University of London und danach Politik an der London Metropolitan University. Beide Studiengänge schloss er mit einem Bachelor ab. 2001 gründete er die Firma Desert Fish Productions. Von 2002 bis 2006 hatte er eine Band Lata Dog, mit der er ein Album veröffentlichte. 2003 schrieb er für den Soundtrack des Films Tudo Isto É Fado von Regisseur Luís Galvão Teles den Song Três desafios.
2007 zog er auf Einladung von Rocky Frisco, der als Pianist mit J. J. Cale zusammengespielt hatte, nach Oklahoma. Dort kam er mit vielen Folkmusikern in Kontakt, darunter Tom Skinner und Randy Crouch, und drehte 2009 den Dokumentarfilm Red Dirt: Songs from the Dust.
Seit 2010 lebt er wieder in Luxemburg. 2011 spielte er in der Rockhal im Vorprogramm von Ayọ. 2012 bestritt er, ebenfalls in der Rockhal, das Vorprogramm für Charlie Winston. Für den Dokumentarfilm Terra mia terra nostra (2012) von Regisseur Donato Rotunno schrieb er die Filmmusik. 2013 gewann er den Bandwettbewerb Purple Idols und spielte beim Festival Rock um Knuedler als Vorgruppe von BAP. Im Juli 2013 spielte er als Vorband von Alan Parsons. 2017 trat er erneut bei Rock um Knuedler auf. Im Juni 2018 spielte er im Vorprogramm von Sting.
Seine Band besteht aus Daniela Krüger (Bass), Paul Porcelli (Gitarre) und Jeff Herr (Drums). Im Musikvideo seiner Single Radio Night tritt die  Schauspielerin Sascha Ley auf.

## Diskografie
- Lead the way (mit Lata Dog, 2004)
- Dead time (2007)
- Road US-75 (2008)
- Radio Night (Single, 2013)
- Chico (Single, 2014)
- Radio Nights (2014)
- Radio Cuts: 2007-2015 (EP, 2015)
- Millenium Road (Single, 2015)
- Today (Single, 2016)
- Healed & Gone (2018)